# الجامعة الأمريكية في لندن
الجامعة الأمريكية في لندن (بالإنجليزية: American University in London ) هي جامعة غير هادفة للربح[بحاجة لمصدر] غير معتمدة وغير معترف بها.
لقد تم اعتماد برامج التعليم في مجال الأعمال من الجامعة في الماضي من قبل الجمعية الدولية لتعليم إدارة الأعمال الجامعية (IACBE)، ولكن تم تعليق هذا الاعتماد في أبريل 2007. حددت IACBE الحاجة إلى التحسين في مجالات تقييم النتائج والتخطيط الاستراتيجي والموارد المالية والرقابة الخارجية وروابط الأعمال والصناعة.
في 13 يناير 2006، تم تغريم الجامعة بسبب مخالفات في قانون أوصاف التجارة لعام 1968 وقانون الأسماء التجارية لعام 1985 لتضليل الطلاب المحتملين من خلال تمثيل نفسها بشكل خادع كجامعة على الرغم من عدم وجود الاعتماد المناسب. وذكر أحد مستشاري إزلنجتون: «من المهم أن يقوم الطلاب المحتملين بإجراء أبحاث دقيقة لمقدمي الخدمات التعليمية وإلا فقد يهدرون الكثير من الوقت والمال في الحصول على مؤهلات لا قيمة لها».

## اسم الجامعة الرسمي
هناك جامعتان بأسماء متقاربة: ريتشموند، الجامعة الأمريكية بلندن "Richmond, The American International University in London"، وكذلك جامعة لندن الأمريكية American University of London - AUOL
وكلا الجامعتين تعتمد الدراسة عن بعد. وكلتاهما غير معترف بهما.[بحاجة لمصدر]